# Jura Elektroapparate
Jura Elektroapparate AG est une entreprise suisse à Niederbuchsiten, dans le canton de Soleure. Elle développe et commercialise des appareils ménagers et électriques depuis 1931.

## Description
L‘entreprise a été fondée en 1931 par le mécanicien Leo Henzirohs-Studer (1902-1984). Jura a été nommée d'après le siège de la première usine située sur la chaîne de montagnes du pied sud du Jura.
Active initialement dans les fers à repasser, elle s'est repositionnée dans les machines à café automatiques haut de gamme. Cette spécialisation date du milieu des années 1980 et contribue désormais entièrement à l'image, mais aussi au chiffre d'affaires de l'entreprise. Afin de maintenir l'image de marque à un niveau « premium », une grande importance est accordée au design lors du développement des appareils ; on renonce aux lignes d'appareils bon marché. Ces machines sont fabriquées par Eugster/Frismag à Romanshorn.

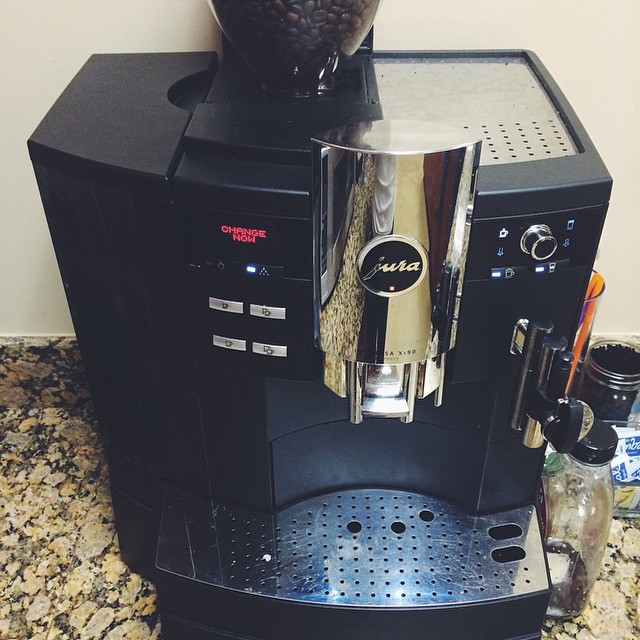
Machine à café automatique de Jura.

Les machines à café automatiques sont distribuées dans le monde entier. En Allemagne, Autriche, aux Pays-Bas, en Suède, France, Espagne, Pologne, Russie, au Royaume-Uni, en Afrique du Sud, aux États-Unis, en Chine et Australie, Jura est représentée par ses propres sociétés de distribution ou par des joint-ventures. Une telle société existe également pour la distribution en Europe de l'Est et en Europe centrale (Jura Central Eastern Europe). Le développement du marché dans les autres pays se fait en étroite collaboration avec des distributeurs sur place.
L’entreprise emploie 808 collaborateurs. En 2020, elle a enregistré un chiffre d'affaires de 580 millions de francs suisses.
Avec l'ouverture du « JURAworld of Coffee » au siège principal à l'occasion du 75e anniversaire de l'entreprise en 2006, Jura a conclu un partenariat avec le joueur de tennis suisse Roger Federer. En tant qu'« ambassadeur » de Jura, celui-ci contribue à faire connaître la marque dans le monde entier. Le dernier contrat a été prolongé de cinq ans en 2019. Le « JURAworld of Coffee » est le centre d'accueil des visiteurs de l'entreprise.
Conçue par Andrin Schweizer, l'exposition du centre d'accueil guide les visiteurs à travers l'histoire du café, en commençant par les légendes entourant la découverte du café, la « découverte » de la boisson par des voyageurs occidentaux en Orient, jusqu'à la diffusion du café en Europe. Le passage se termine depuis octobre 2020 par le film d'animation « en quatre dimensions » « Rubia Coffee Ride », réalisé exclusivement pour l'exposition. L'exposition a été repensée en 2014 : L'histoire de l'entreprise y a depuis lors trouvé une place de choix. Le centre des visiteurs intègre en outre le « Roger Federer Walk of Fame », avec entre autres des trophées originaux de la star suisse du tennis.